# Старо-Рязанские Дворики
Старо-Рязанские Дворики — поселок в Спасском районе Рязанской области. Входит в Кутуковское сельское поселение

## География
Находится в центральной части Рязанской области на расстоянии приблизительно 1 км на восток по прямой от районного центра города Спасск-Рязанский на левом берегу Оки.

## История
На карте 1850 года показан как постоялый двор. В 1897 году здесь было учтено 3 двора.

## Население
Численность населения: 25 человек (1897 год), 1 в 2002 году (русские 100 %), 1 в 2010.